# Малибу (город)
Малибу (англ. Malibu) — город в США, расположенный на западе округа Лос-Анджелес, штат Калифорния. 
Территория Малибу представляет собой отрезок тихоокеанского побережья длиной 43 километра и населённый пункт известен своим тёплым климатом, песчаными пляжами, а также тем, что является местом проживания многочисленных голливудских звёзд. Здания города практически полностью выгорели в результате массовых пожаров в Лос-Анджелесе в январе 2025 года.

## История
Малибу был частью территории американских индейцев из племени чумашей (Chumash). Индейцы называли это место «Хумаливо» (Humaliwo), «прибой звучит громко». От этого слова и произошло современное название города.
Малибу известен с 1542 года, когда испанский первопроходец Хуан Родригес Кабрильо причалил к Лагуне Малибу, в устье реки Малибу-Крик, чтобы набрать пресной воды. Испанцы вернулись в 1802 году, когда Малибу стал частью территории, отвоеванной у индейцев, и использовавшейся для сельскохозяйственных нужд. В 1891 территория стала принадлежать Фредерику Хастингсу Риндж. Он, и впоследствии его семья, так ревностно защищали свою собственность, что нанимали профессиональных охранников для предотвращения проникновения посторонних лиц на территорию, и вели длительную судебную тяжбу с властями штата против строительства Южно-Тихоокеанской железной дороги. В Малибу не было ни одной асфальтированной дороги до 1929 года, когда власти штата выиграли судебный процесс, и построили Тихоокеанское шоссе. К этому времени семья Ринджей разорилась, и Мэй Риндж, вдова Фредерика Хастингса Ринджа была вынуждена распродать свои владения по частям. В настоящее время дом Ринджей, «Дом Адамсонов», является частью Парка штата Малибу-Крик. В 1926 году, во избежание окончательного банкротства, Ронда Мэй Риндж открыла черепичную фабрику. Фабрика производила декоративную черепицу, которая по сей день украшает крыши многих официальных зданий Лос-Анджелеса, и особняков Беверли-Хиллс. Фабрика сгорела в пожаре в 1931 году.
Благодаря популярности у голливудской аристократии с начала XX века здесь велось интенсивное строительство летних дворцов и вилл, из которых наиболее известны 3aмок Maлибу и музей-виллa Гетти. Один из самых известных университетов США, Pepperdine University, находится в городе, университет был основан в 1937 году.
Малибу получил статус города в 1991 году.
Здания города практически полностью выгорели в результате пожаров в Лос-Анджелесе в январе 2025 года

## География
Географические координаты Малибу — 34°1’50" с. ш., 118°46’43" з. д.
По данным Американского бюро переписи, общая площадь Малибу составляет 101,0 км², в том числе 19,9 км² — суша и 81,1 км² — водные пространства (80,32 %).
Сухая кустарниковая растительность и крутые глиняные склоны холмов делает ущелья гор Малибу уязвимыми для пожаров, наводнений и оползней. Береговая линия Малибу тянется с востока на запад, как и его главная трасса, Тихоокеанское шоссе.

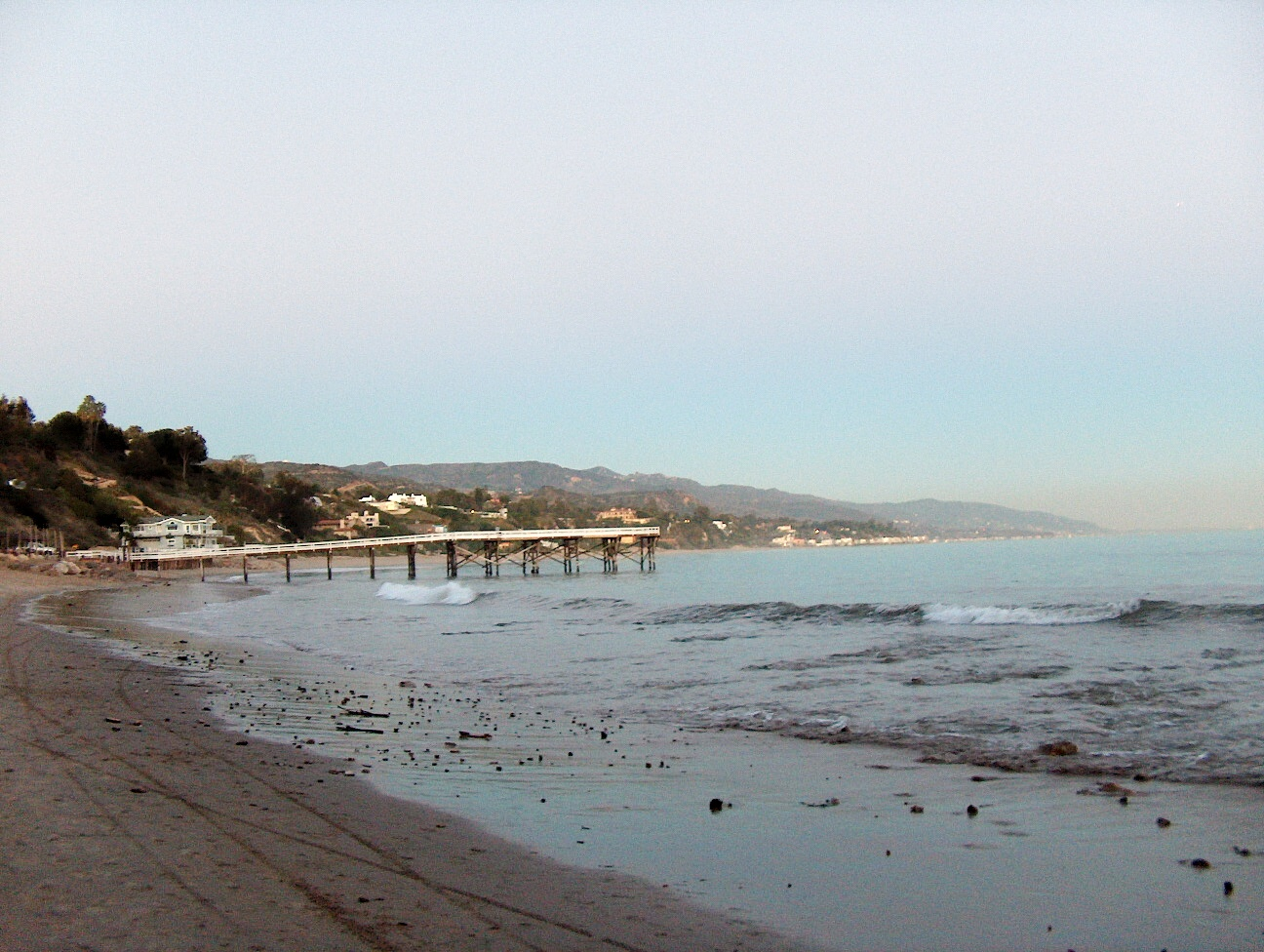
Пляжи Малибу

### Климат
Малибу расположен в зоне субтропического средиземноморского климата, как и большинство городов на побережье юга Калифорнии. Для региона характерна мягкая, умеренно влажная зима и теплое, даже жаркое, чаще всего засушливое лето.
Дневная температура летом может превышать 32 °C, при том что средняя минимальная обычно держится в районе 25,6 °C. Зимой днем средняя максимальная температура составляет 15,6 °C, средняя минимальная ночная — около 9,4 °C. Дожди наиболее характерны для зимних и весенних месяцев (февраль — самый влажный месяц). В среднем в Малибу за год выпадает 380 мм осадков.
Снег в пределах города выпадает только в горных районах. 17 января 2007 года на северо-западных склонах гор выпало 7,6 сантиметра снега. Это был первый снег за последние 50 лет и рекорд за всю историю города. Благодаря тому, что температура в горах составляла +8,9 °C (что также является рекордом), снег пролежал весь день. Лето в горах обычно жаркое и сухое. В течение года очень часты туманы. Каждый склон гор имеет свои климатические условия, так как склон подвергается влиянию разных господствующих ветров.
Заповедник находится в центральной части горного массива на высоте около 1000 м над уровнем моря.
Самые устойчивые климатические условия на мысаx.
Средняя температура января составляет 17 °C, июля и августа 24 °C, в среднем 300 суток в году средняя суточная температура выше 15 °C. Среднее количество осадков — до 350 мм/год. Температура поверхностных слоёв воды у побережья в январе-феврале 15-18°С, в июле-августе — до 23 °C.

## Население
Согласно данным переписи населения 2000 года, в городе насчитывалось 12 575 жителей, 5137 домохозяйств и 3164 семьи. B 2006 — 13 176. Плотность населения, таким образом, составляла 244,4 человека на км². Расовый состав населения города был таков: 91,91 % белые, 2,49 % азиаты, 0,90 % афроамериканцы, 0,21 % индейцы, 0,10 % — представители коренного населения островов Тихого океана, 1,67 % — представители иных рас. 5,48 % населения определяли своё происхождение как испанское (латиноамериканское).
Из 5137 домохозяйств на дату переписи 25,3 % имели детей, 51,5 % были женатыми парами, 6,7 % возглавлялись матерями-одиночками и 38,4 % не являлись семьями. 27,3 % домашних хозяйств было образовано одинокими людьми. Среднее количество людей в домашнем хозяйстве составляло 2,39.
Возрастной состав населения: 19,6 % — младше 18 лет, 7,9 % от 18 до 24 лет, 26,4 % от 25 до 44 лет, 32,0 % от 45 до 64 лет и 14,0 % — 65 лет и старше. Средний возраст — 43 года. На каждые 100 женщин приходится 97,8 мужчин. Средний годовой доход мужчины составлял в 2000 году 100 000 $, женщины — 46 919 $.
Большинство населения сосредоточено в прибрежной полосе.

## Политика
Большинство жителей Малибу, как и остальные жители округа Лос-Анджелес, поддерживает левоцентристское крыло. На выборах 2004 года за Джона Керри проголосовало 60 % населения, в то время как Джордж Буш набрал 39 %.

## Малибу в культуре

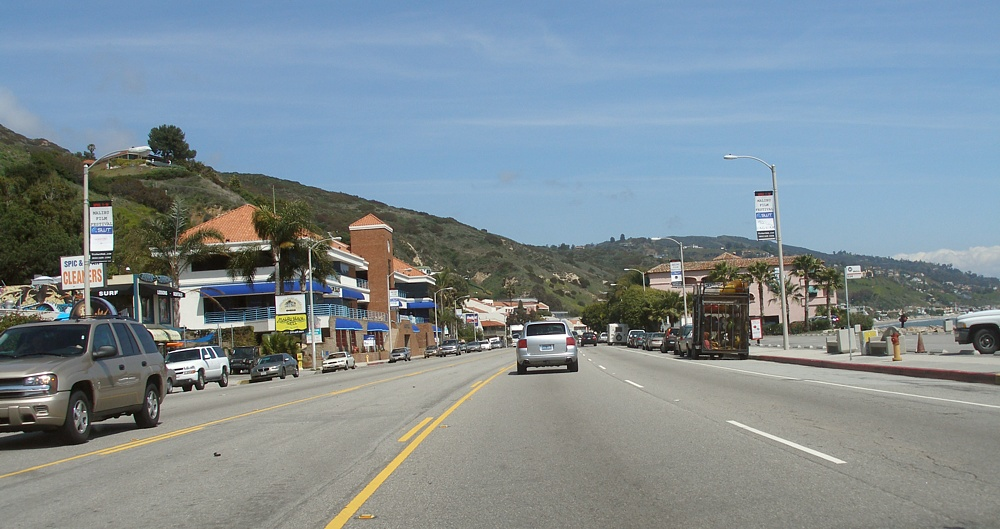
Тихоокеанское шоссе

В честь Малибу названо множество продуктов, хотя ни один из них в этом городе не производился: автомобиль Шевроле Малибу, моторные лодки и катера «Малибу», кукла Малибу Барби, ром «Малибу», малибу-фонари, питающиеся от солнечных батарей и т. д.
Кортни Лав написала песню с названием «Малибу», которая стала синглом с третьего альбома группы «Hole» Celebrity Skin.
Песню «Malibu» в мае 2017 года записала певица Майли Сайрус. Anderson Paak в 2016 записал альбом на стыке соула и хип-хопа под названием «Малибу».
В сериале Baywatch (в российском прокате известен под названиями «Спасатели Малибу» и «Пляж») персонажи в исполнении Памелы Андерсон, Дэвида Хассельхоффа, Ясмин Блит и других звёзд спасали отдыхающих на пляжах Малибу.